# Betty Ren Wright
Betty Ren Wright (Wakefield, Estados Unidos; 15 de junio de 1927-Racine; 31 de diciembre de 2013) fue una escritora estadounidense especializada en la literatura infantil y los libros ilustrados. La mayoría de sus novelas incluían fantasmas en sus relatos.

## Biografía
Inició su carrera a principios de los años 50, con el microrrelato "The Invisible Cat". Que fue publicado por H.S.D. Publication Inc en la revista: "Alfred Hitchcock's Magazine". Posteriormente se mantuvo activa ocasionalmente durante los años siguientes, alcanzando popularidad durante la década de 1980 y los años 90. Con sus obras más notables, por mencionar algunas; "The Dollhouse Murders" (1983), "Christina's Ghost" (1985), "A Ghost in The House" (1991) y "The Ghosts Of Mercy Manor" (1993).
Su estilo literario es comparado por los fanáticos con el de R .L. STINE.

## Vida personal
Contrajo nupcias en 1976 con el pintor George A. Frederiksen. Wright radicaba en Kenosha, Wisconsin. 

## Muerte
Falleció de causas naturales el 31 de diciembre de 2013, a los 86 años de edad.

## Obras

### Microrrelato
- The Invisible Cat (1958)

### Libros ilustrados
- Rackety-Boom (1953)
- Johnny Go Round (1960)
- Roundabout Train (1958)
- I Want to Read (1965)
- Rodger's Upside Down Day (1979)
- I Like Being Alone (1981)
- The Time Machine (1981)
- Pet Detectives (1999)
- The Blizzard (2003)

### Novelas
- Getting Rid of Marjorie (1981)
- The Secret Window (1982)
- The Dollhouse Murders (1983)
- Ghosts Beneath Our Feet (1984)
- Christina's Ghost (1985)
- The Summer of Mrs. MacGregor (1986)
- A Ghost in the Window (1987)
- The Pike River Phantom (1988)
- Rosie and the Dance of the Dinosaurs (1989)
- The Ghost of Ernie P (1990)
- The Midnight Mystery (1991)
- The Scariest Night (1991)
- A Ghost in the House, 2 parte (1991)
- The Ghost of Popcorn Hill (1993)
- The Ghosts of Mercy Manor (1993)
- The Ghost Witch (1993)
- The Ghost Comes Calling (1994)
- Out Of The Dark (1995)
- Nothing But Trouble (1995)
- Haunted Summer (1996)
- Getting Rid of Katherine (1996)
- Too Many Secrets (1997)
- The Ghost in Room 11 (1997)
- A Ghost in the Family (1998)
- The Phantom of Five Chimneys (1998)
- The Moonlight Man (2000)
- The Wish Master (2000)
- Crandall's Castle (2003)
- Princess for a Week (2006)